# Abando
Abando è il sesto distretto della città di Bilbao, nei Paesi Baschi spagnoli.
Originariamente era una municipalità autonoma, comprendente gli attuali distretti Abando, Rekalde e Basurto-Zorrotza, poi inglobata alla città a partire dal 1870.

## Demografia
Il distretto ha una popolazione pari a 51.875 abitanti, ed è suddiviso nei quartieri di Abando ed Indautxu.  La sua area è pari a 2,14 km², con una densità abitativa di 24.241 abitanti per chilometro quadrato.

## Storia

Vecchio stemma del comune di Abando

Si ipotizza che Abando possa corrispondere all'antica città romana di Portus Amanus, anche se la tesi non è mai stata suffragata da ritrovamenti archeologici.
Il 15 giugno 1300 la città di Bilbao venne fondata da Don Diego López V de Haro, proprio nella zona che attualmente si divide tra i distretti di Abando e Begoña.
Nel corso del XVIII secolo Abando era stata la parrocchia più popolosa della Biscaglia, con circa 2.100 abitanti. Questa popolazione, dedita all'agricoltura, era distribuita su una vasta area rurale, fatta eccezione per alcune zone con maggiore densità abitativa in prossimità del fiume Nervión, sulla sponda opposta rispetto a quella che allora era la città di Bilbao.
Nel corso del XIX secolo Bilbao divenne troppo congestionata e quindi, necessitando di nuovi spazi per crescere, nel 1870 venne decisa l'annessione delle zone rurali di Abando. Queste furono immediatamente interessate dall'Ensanche (termine usato per indicare il piano dello sviluppo delle aree urbane spagnole nel XIX secolo), con un progetto eseguito dagli architetti Alzola, Achucarro e Hoffmeyer ed approvato nel 1876, nel quale Abando sarebbe diventato il moderno centro di Bilbao, con ampi viali perpendicolari tra loro, il principale dei quali, la Gran Vía de Don Diego López de Haro, in contrasto con il dedalo di vicoli del Casco Viejo, il centro storico di Bilbao.
Negli ultimi anni la parte settentrionale del distretto è stata interessata da una vasta ristrutturazione, nella quale è stata creata la nuova zona di Abandoibarra (in euskera riva di Abando), una vasta area ex industriale sulla riva del fiume Nervión e del suo estuario, ora rinnovata in cui si trova il Museo Guggenheim, il palazzo Euskalduna e molte aree ricreative e residenziali, tra cui le torri Isozaki Atea.